# معوية حمارية
مكورة معوية حمارية (الاسم العلمي: Enterococcus asini) هي نوع من البكتيريا تتبع جنس المكورة المعوية من فصيلة المكورات المعوية.